# باقة زهور
باقة الزهور عبارة عن مجموعة من الزهور تتخذ شكلاً إبداعياً وتستخدم لديكور المنازل أو المباني العامة كالفنادق أو المعارض أو تستخدم كهدية للمناسبات كالأفراح أو كهدية للمريض. وقد تتخذ أشكالاً أخرى حسب عادات الشعوب، ففي الهند تستعمل كأكليل وفي الدول العربية تستعمل في ديكور قاعات الأعراس.

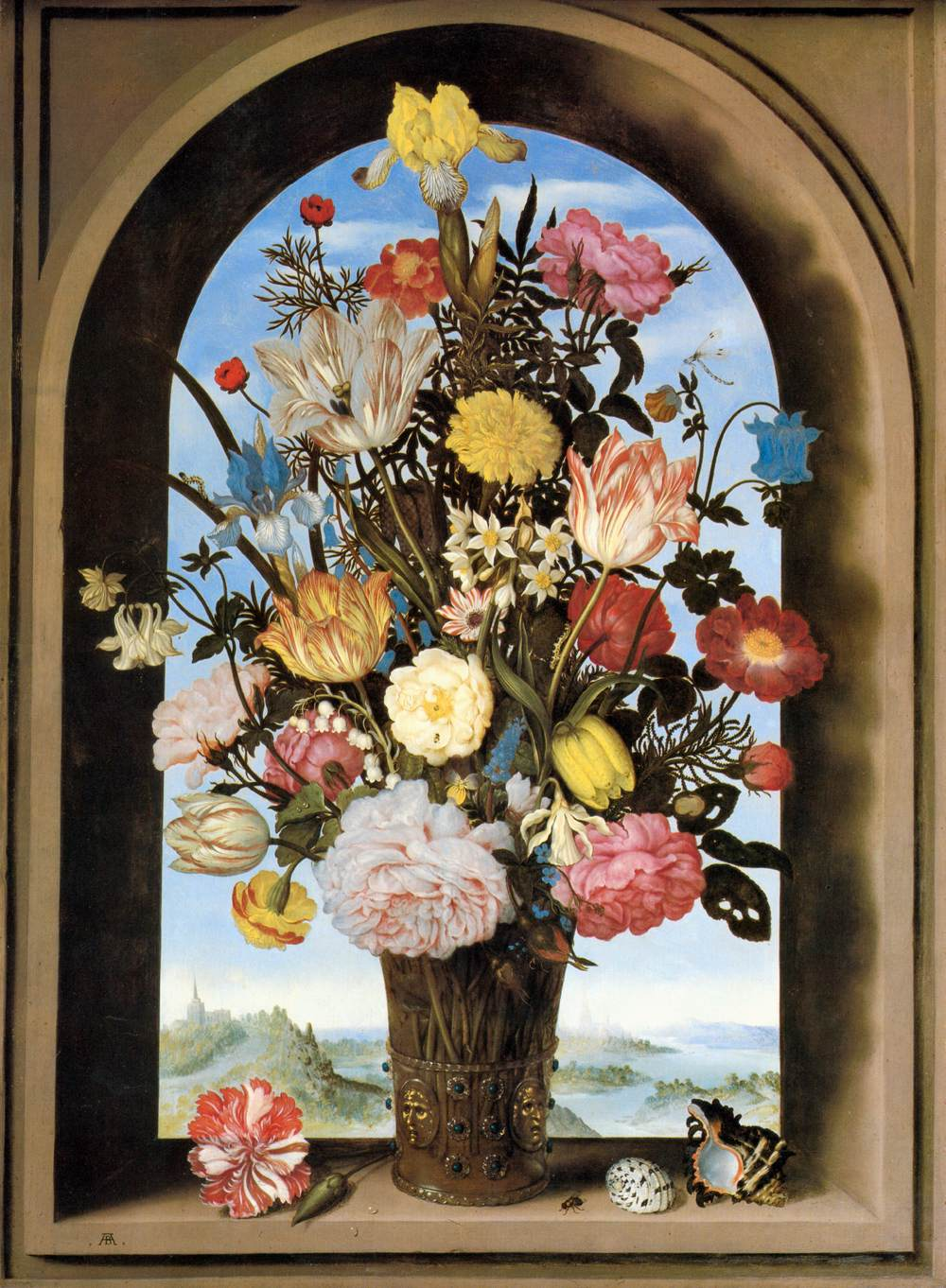